# Platythyrea occidentalis
Platythyrea occidentalis är en myrart som beskrevs av Andre 1890. Platythyrea occidentalis ingår i släktet Platythyrea och familjen myror. Inga underarter finns listade i Catalogue of Life.

## Bildgalleri

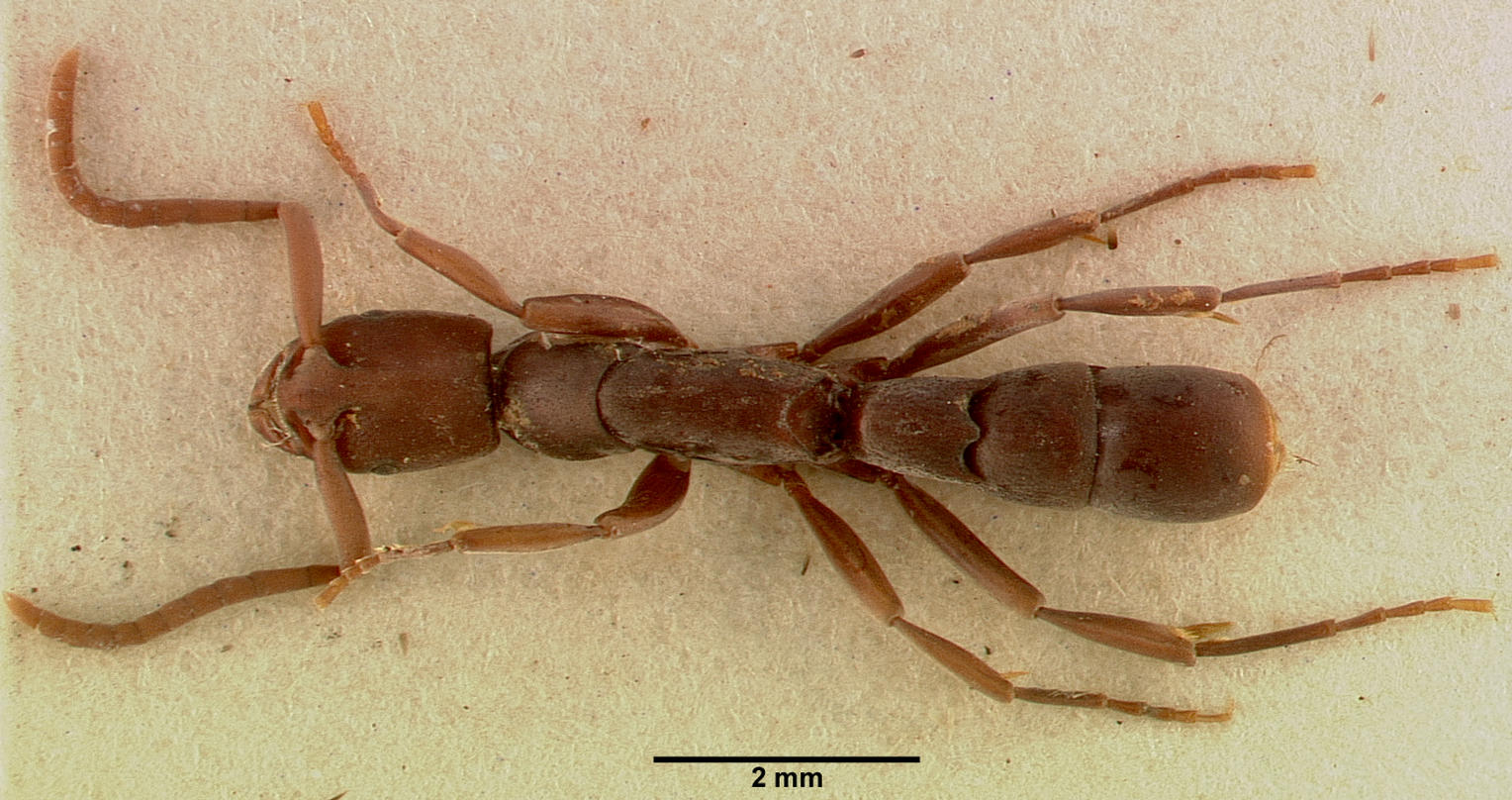
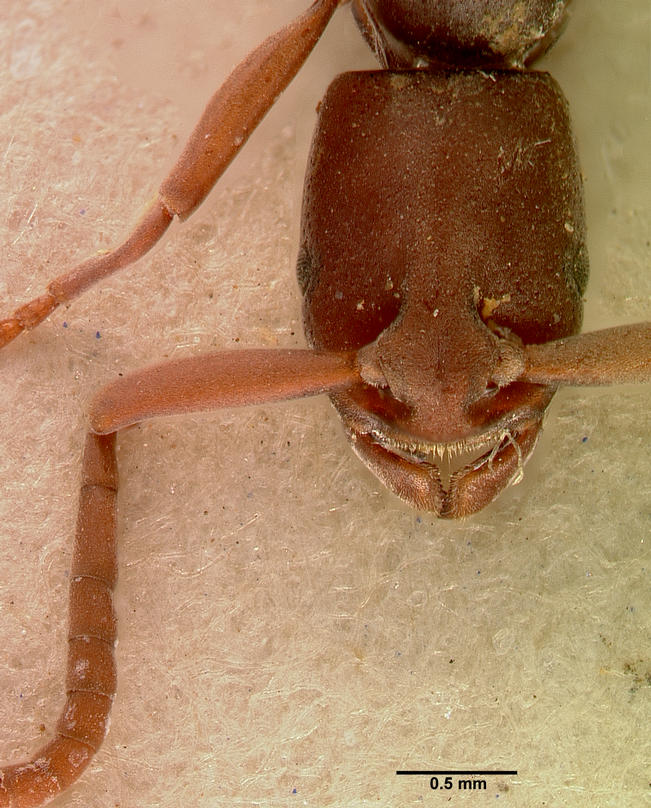
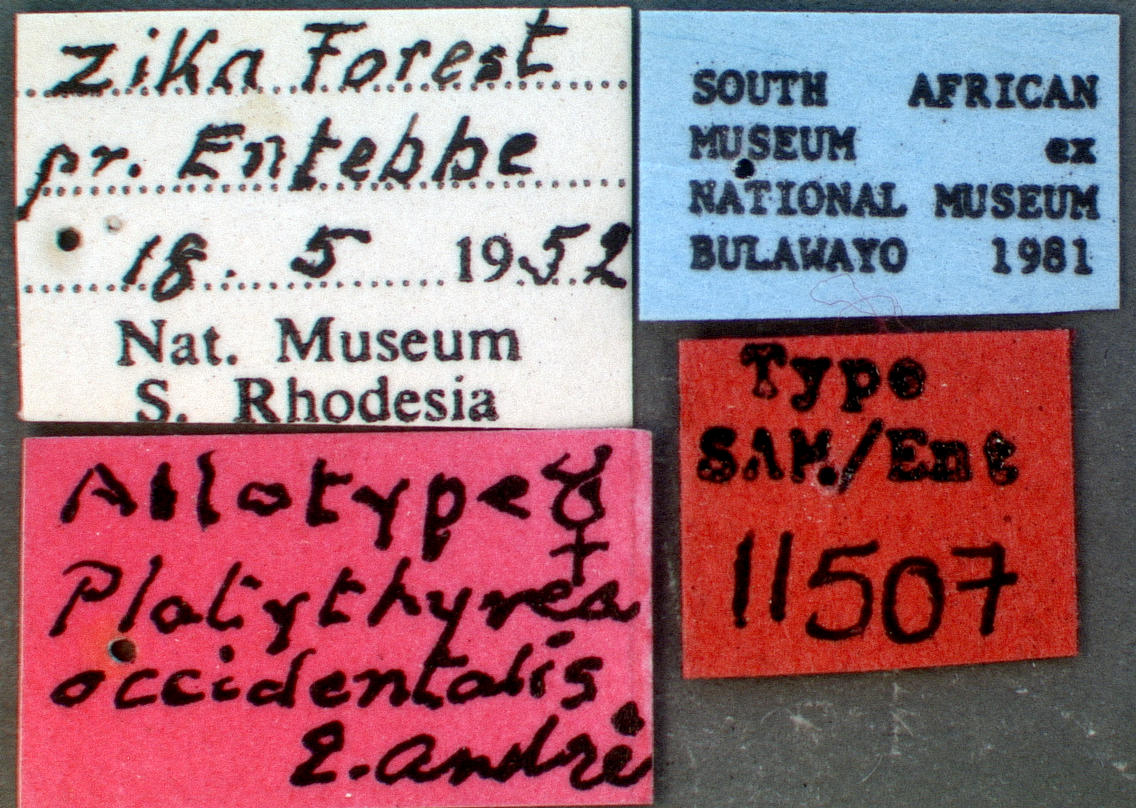
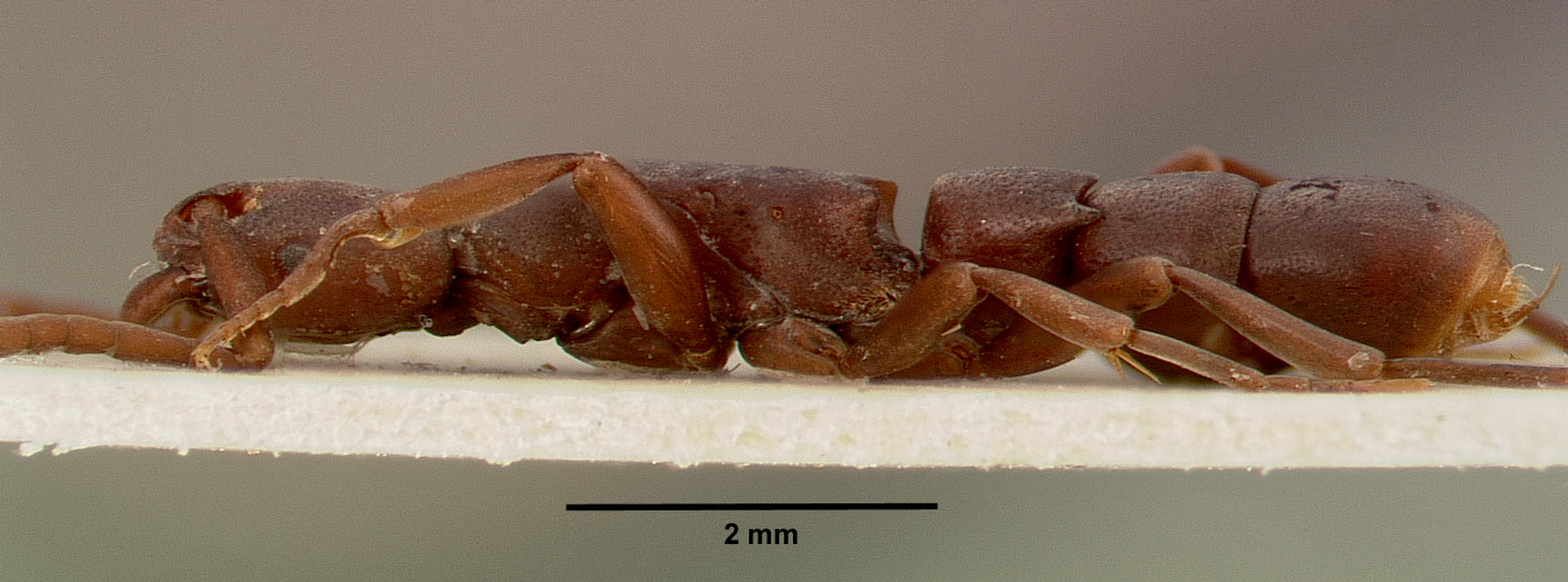